# Borislav Ivkov

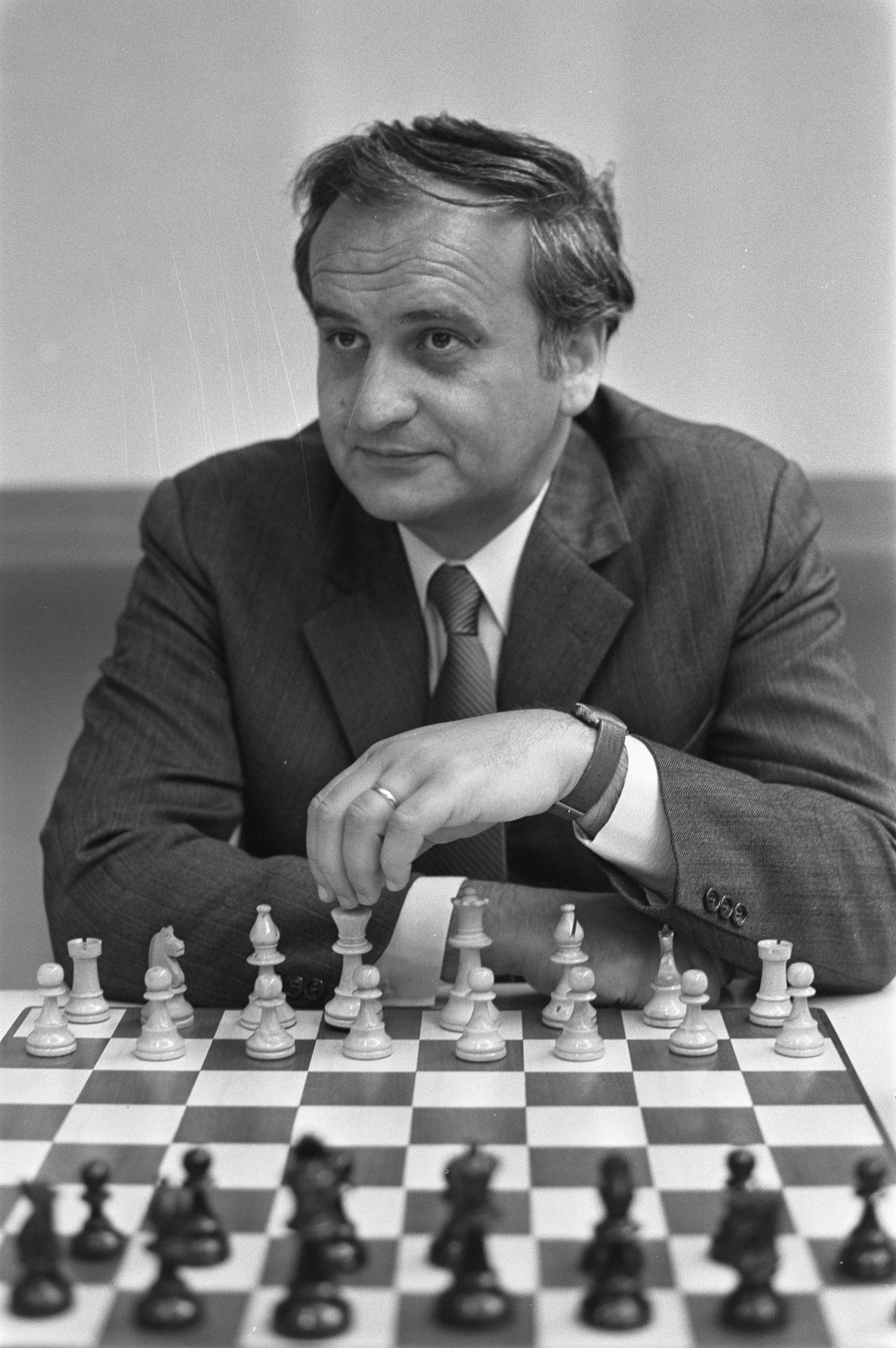
Borislav Ivkov in 1972

Borislav (Boris) Ivkov (Servisch: Борислав (Борис) Ивков) (Belgrado, 12 november 1933 – aldaar, 14 februari 2022) was een Servisch schaker en journalist. Hij was sinds 1955 een grootmeester (GM). In 1986 kreeg hij de titel "International Arbiter".
Zijn glorietijd lag in de tweede helft van de 20e eeuw. Hij is drie keer kampioen van Joegoslavië geweest, in 1958 (gedeeld), 1963 (gedeeld) en 1972. Gedurende meer dan 15 jaar, vanaf midden jaren 50, was hij de nummer 2 van Joegoslavië, onder Svetozar Gligorić.
Ivkov kwam twaalf keer uit voor Joegoslavië in een Schaakolympiade, van 1956 tot 1980, en zes keer in een Europees Kampioenschap voor Landenteams.
Hij heeft een autobiografie geschreven: My 60 Years in Chess.

## Belangrijke resultaten
Ivkov werd in 1951 de eerste wereldkampioen bij de jeugd en vier jaar later was hij een FIDE grootmeester (GM). In 1961 won hij samen met Bent Larsen het Hoogovenstoernooi. In 1964 speelde hij in een kandidatentoernooi maar verloor van Bent Larsen. Maar in 1965 werd hij wel kandidaat voor het wereldkampioenschap. In 1965 eindigde hij in Zagreb voor Tigran Petrosjan en David Bronstein. Hij speelde ook in de interzonetoernooien van 1967, 1970, 1973 en 1979.
Belangrijke toernooiwinsten waren Mar del Plata 1955, Buenos Aires 1955, Beverwijk 1961, Zagreb 1965, Sarajevo 1967, Amsterdam-IBM 1974 en Moskou 1999.

## Nationaal Meester, Wereldkampioen bij de junioren
Ivkov behaalde zijn nationale meestertitel in 1949 op 16-jarige leeftijd, door gedeeld 4e–7e te worden in het nationale kampioenschap van Joegoslavië in Zagreb, met 11 pt. uit 19; de winnaar was Svetozar Gligorić. Zijn eerste internationale toernooi was in Bled (1950), waar hij gedeeld 5e–6e werd met 7½ pt. uit 14; de winnaar was Miguel Najdorf. In dit toernooi won Ivkov van bekende namen zoals Herman Pilnik, Milan Vidmar Sr. en Vasja Pirc. Na dit indrukwekkende debuut mocht hij Joegoslavië vertegenwoordigen in teamwedstrijden tegen de Verenigde Staten en Nederland in 1950 en tegen West-Duitsland in 1951.
Ivkov won het eerste Wereldkampioenschap Schaken voor Junioren in 1951 in Birmingham; dit toernooi was toegankelijk voor spelers jonger dan 20 jaar. Ivkov ging voort met twee gedegen deelnames aan het kampioenschap van Joegoslavië: in 1951 in Sarajevo werd hij gedeeld 10e–12e met 9½ pt; uit 19 (de winnaar was Braslav Rabar), en in 1952 in Belgrado eindigde hij gedeeld 7e–9e met 10 pt. uit 19 (de winnaar was Petar Trifunović). In 1953 in Opatija behaalde Ivkov met 10 pt. uit 17 een gedeeld 4e–6e plaats; de winnaar was Aleksandar Matanović. In 1953 had Ivkov nog steeds de leeftijd om te mogen deelnemen aan het WK Junioren; in Kopenhagen won hij in de voorronde in zijn groep met 7 pt. uit 9, maar in de finale-groep behaalde hij slechts 3½ pt. uit 7 waarmee hij gedeeld 3e–4e werd, terwijl Oscar Panno en Klaus Darga gedeeld winnaar werden.

## Snelle opkomst
In 1954 eindigde Ivkov gedeeld 4e–5e in Belgrado met 11½ pt. uit 19; dit was zijn sterkste toernooi tot dan toe, het eerste Joegoslavische toernooi waarin Sovjet-spelers welkom waren sinds het einde van de Tweede Wereldoorlog. De winnaar was David Bronstein, Ivkov behaalde de titel Internationaal Meester (IM).
Ivkov vestigde zich binnen de wereldtop via twee toernooiresultaten in Argentinië. In 1955 won hij in Mar del Plata met 11½ pt. uit 15, voor Najdorf, Gligorić, Szabó, Pachman, Panno en Pilnik. In hetzelfde jaar won hij opnieuw in Buenos Aires met 13/17, voor Gligorić, Pilnik, Szabó, Bisguier, Pachman, Rosseto, Panno en Donner. In het Joegoslavisch kampioenschap van 1955 in Novi Sad, behaalde Ivkov zijn beste resultaat in een nationaal toernooi met een gedeelde 3e–4e plaats met de score 10½ pt. uit 17; de winnaar was Karaklajic. Vervolgens werd hij in Zagreb (1955) met 12½ pt. uit 19 gedeeld 2e–3e met Matanovic; de winnaar was Vasili Smyslov. Ivkov behaalde zijn grootmeestertitel (GM) ook in 1955.
Op het Hastings-toernooi 1955–56, werd Ivkov derde met 6½ pt. uit 9, achter de winnaars Viktor Kortsjnoj en Friðrik Ólafsson. Hij vertegenwoordigde in 1956 Joegoslavië op Wereldolympiade voor studenten in Uppsala; aan het tweede bord behaalde hij 5 pt. uit 9 (+2 =6 −1), en het team Joegoslavië won de bronzen medaille.

## Vaste waarde in het nationale team
Ivkov werd in 1956 voor de eerste keer geselecteerd om deel uit te maken van het Joegoslavische team bij een Schaakolympiade, en was vervolgens teamlid tot en met 1980. Gedurende deze periode einde Joegoslavië meestal in de top 3. Ivkov won in totaal tien team medailles en vijf individuele medailles.
- 1956, 12e Olympiade, Moskou: bord 3, 12 pt. uit 16 (+9 =6 −1), team brons, individueel zilver
- 1958, 13e Olympiade, München: bord 3, 9½ pt. uit 15 (+7 =5 −3), team zilver
- 1960, 14e Olympiade, Leipzig: bord 3, 12 pt. uit 16 (+9 =6 −1), team brons, individueel brons
- 1962, 15e Olympiade, Varna: bord 4, 13½ pt. uit 16 (+11 =5 −0), team zilver, individueel goud
- 1964, 16e Olympiade, Tel Aviv: bord 2, 11½ pt. uit 16 (+8 =7 −1), team zilver
- 1966, 17e Olympiade, Havana: bord 2, 10 pt. uit 15 (+8 =4 −3)
- 1968, 18e Olympiade, Lugano: bord 2, 9 pt. uit 14 (+5 =8 −1), team zilver
- 1970, 19e Olympiade, Siegen: bord 2, 10 pt. uit 13 (+7 =6 −0), team zilver, individueel goud
- 1972, 20e Olympiade, Skopje: bord 2, 12 pt. uit 18 (+6 =12 −0), team brons
- 1974, 21e Olympiade, Nice: bord 3, 12 pt. uit 17 (+8 =8 −1), team zilver, individueel zilver
- 1978, 23e Olympiade, Buenos Aires: bord 4, 3 pt. uit 7 (+1 =4 −2)
- 1980, 24e Olympiade, Valletta: bord 2, 5½ pt. uit 8 (+3 =5 −0), team brons

Ivkov nam in 1957 deel aan het eerste Europees schaakkampioenschap voor landenteams in Wenen, en in latere jaren nog vijf keer. Hij won vier team medailles en één individuele medaille. De totale score van Ivkov op dit kampioenschap bedraagt 57% (+10 =29 −4).
- 1957, Wenen: bord 3, 3½ pt. uit 6 (+2 =3 −1), team zilver
- 1965, Hamburg: bord 1, 5 pt. uit 10 (+2 =6 −2), team zilver
- 1970, Kapfenberg: bord 2, 4 pt. uit 7 (+2 =4 −1)
- 1973, Bath: bord 2, 4½ pt. uit 7 (+2 =5 −0), team zilver, individueel goud
- 1977, Moskou: bord 6, 4 pt. uit 7 (+1 =6 −0), team brons
- 1980, Skara: bord 3, 3½ pt. uit 6 (+1 =5 −0)

## Kampioen van Joegoslavië, internationale overwinningen
Ivkov werd in 1957 in Sombor gedeeld 2e–4e, onder Gligoric, op het kampioenschap van Joegoslavië, met de score 14 pt. uit 22. Op het zonetoernooi in Wageningen in 1957 werd hij 9e met 8½ pt. uit 17, waarmee hij zich niet kwalificeerde voor het interzonetoernooi. In 1958 werd hij in Sarajevo gedeeld kampioen van Joegoslavië, met Gligoric, met de score 12½ pt. uit 19. Ook won hij in 1958 een ander toernooi in Sarajevo met 7 pt. uit 11. In 1959 won hij in Belgrade met een voorsprong van 2½ punten en de score 9 pt. uit 11. In 1959 werd hij in Dresden gedeeld 3e–4e met 10 pt. uit 15 onder de winnaars Efim Geller en Mark Taimanov. In 1959 werd Ivkov met 10½ pt. uit 13 gedeeld eerste in Lima met Pachman, en eveneens gedeeld eerste met Pachman in Santiago. In datzelfde jaar werd hij in Mar del Plata gedeeld 3e–4e met Bobby Fischer, achter de winnaars Pachman en Najdorf. 

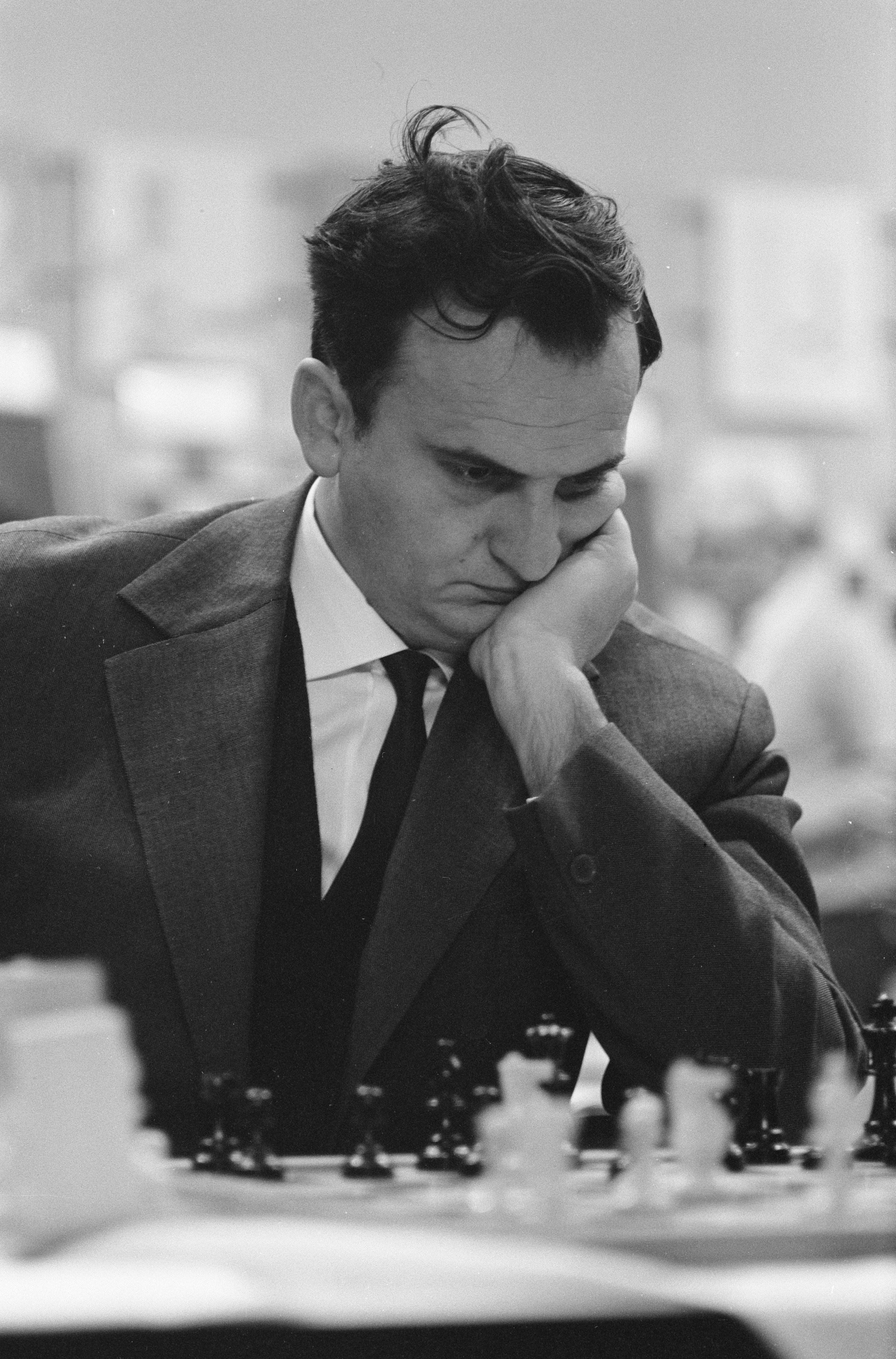
Ivkov in 1963

Ivkov werd in 1961 gedeeld eerste op het Corustoernooi in Beverwijk, samen met Bent Larsen; zij behaalden 7½ pt. uit 9. In 1962 werd hij in Belgrado tweede met 8 pt. uit 11 na Gligoric. Eveneens in 1962 behaalde Ivkov in Havana 14½ pt. uit 21, waarmee hij zesde werd; Najdorf won. Hij kwalificeerde zich via het in 1963 gehouden zonetoernooi in Halle voor zijn eerste Interzone-toernooi, in 1964. In Halle werd hij gedeeld 3e–4e met 12 pt. uit 19, en versloeg daarna de Oostenrijker Karl Robatsch met 2–0 in een playoff voor de bronzen medaille. In 1963 werd hij in Beverwijk gedeeld 3e–5e met 11 pt. uit 17, Jan Hein Donner won.
Ivkov won in 1963 voor de tweede keer het kampioenschap van Joegoslavië, hij behaalde in Zenica 15 pt. uit 21, gedeeld met Mijo Udovčić. In Havana in 1963 werd hij gedeeld 5e–6e met 15½ pt. uit 21, Kortsjnoj won. Ivkov werd in 1964 in Belgrado gedeeld 2e–3e met 11½ pt. uit 17, onder Boris Spassky. In hetzelfde jaar werd hij in Beverwijk 4e met 10 pt. uit 15, onder de uit Estland afkomstige winnaars Paul Keres en Iivo Nei. In Sarajevo werd hij in 1964 derde met 9½ pt. uit 15, Lev Poloegajevski won.

## Kandidaat voor het Wereldkampioenschap
Ivkov kwalificeerde zich in het interzonetoernooi in 1964 in Amsterdam met een score van 15 pt. uit 23 voor het kandidatentoernooi van 1965. In dat kandidatentoernooi werd hij in de eerste ronde in Zagreb uitgeschakeld door Bent Larsen met 5½–2½. Later deed hij nog viermaal mee aan interzonetoernooi, maar kwam niet verder dan het eerdere resultaat. Op 46-jarige leeftijd in 1979 miste hij slechts nipt de doorgang naar de volgende ronde.
- 1967 Sousse: 11 pt. uit 21, gedeeld 12e–13e
- 1970 Palma de Mallorca: 10½ pt. uit 23, 14e
- 1973 Petrópolis: 9 pt. uit 17, gedeeld 9e–10e
- 1979 Rio de Janeiro: 9½ pt. uit 17, 5e

Ivkov speelde in 1970 aan bord 10 in de match "Sovjet Unie versus de rest van de wereld" gehouden in Belgrado 1970, maar verloor met 3–1 zijn match tegen Paul Keres.

## Handhaving aan de top
In 1965 in Havana werd Ivkov gedeeld 2e–4e met Geller en Fischer, en voor de tweede keer een partij tegen Fischer; de winnaar was Smyslov. Ivkov werd gedeeld 2e–3e in het kampioenschap van Joegoslavië van 1965 in Titograd 11½ pt. uit 18; Gligoric won. In Zagreb 1965 werd Ivkov gedeeld winnaar met Wolfgang Uhlmann, 13½ pt. uit 19 behalend, voor de wereldkampioen Tigran Petrosjan, Lajos Portisch, Larsen, en Bronstein. Ivkov won in 1966 het toernooi in Venetië met 5 pt. uit 7. Hij werd in 1966 vierde in Beverwijk met 10 pt. uit 15, Poloegajevski won. Ivkov won in 1966 het toernooi in Eersel met 4 pt. uit 5. In het toernooi om de Piatigorsky Cup in Santa Monica scoorde hij onder de 50%, Boris Spasski won. In 1966 was hij dichtbij het winnen van het Open Canadees Schaakkampioenschap, gehouden in Kingston. In Sarajevo was hij in 1966 gedeeld 3e–4e met 10 pt. uit 15, achter de winnaars Mikhail Tal en Dragoljub Ciric. In hetzelfde jaar was hij 4e in Palma de Mallorca met 9½ pt. uit 15, de winnaar was Tal.
In 1967 werd hij in Kraljevo gedeeld 2e–6e op het kampioenschap van Joegoslavië achter de winnaar Milan Matulović, in Maribor gedeeld 3e–5e met 9 pt. uit 15 waar Wolfgang Unzicker won, in Palma de Mallorca zesde met 10 pt. uit 17 waar Larsen won, in Sarajevo gedeeld winnaar met 10½ pt. uit 15 naast Leonid Stein, in Vrnjačka Banja winnaar van het zonetoernooi met 12 pt. uit 17, zich kwalificerend voor het interzonetoernooi later dat jaar. In 1968 werd hij in Málaga gedeeld winnaar met Dražen Marović, 7½ pt. uit 11 behalend. Op het zonetoernooi in Raach in 1969 werd hij gedeeld 2e–5e met Portisch, Jan Smejkal en Ulf Andersson, en won de playoff, waarna hij toegang had tot het interzonetoernooi. In 1969 werd hij derde in Vršac met 9½ pt. uit 15, achter de winnaar Dragoljub Janosevic.
In 1970 werd Ivkov: gedeeld 3e–4e in Boedapest met 8½ pt. uit 15 terwijl Keres won, gedeeld 4e–6e met 11½ pt. uit 17 in Caracas terwijl Lubomir Kavalek won en Ivkov het opkomende talent Anatoli Karpov versloeg, winnaar in Stockholm met 6½ pt. uit 9, derde op het Corustoernooi in Wijk aan Zee met 10 pt. uit 15, gedeeld 7e–8e in Rovinj/Zagreb met 9 pt. uit 17 terwijl Fischer won. In 1971 werd Ivkov in Wijk aan Zee gedeeld 2e–5e met 9½ pt. uit 15, Kortsjnoj won. In 1972 werd hij gedeeld winnaar, met Ljubomir Ljubojević, van het zonetoernooi in Caorle, met 12 pt. uit 17, waarmee hij zich kwalificeerde voor het interzonetoernooi van 1973.
In 1972 werd Ivkov in Umag voor de derde keer kampioen van Joegoslavië, met 12 pt. uit 19. In 1973 werd hij in Bauang gedeeld 2e–3e 6½ pt. uit 9, Kavalek won. In 1974 werd hij in Amsterdam met 10 pt. uit 15 gedeeld winnaar, met Vlastimil Jansa en Vladimir Tukmakov.

## Latere jaren

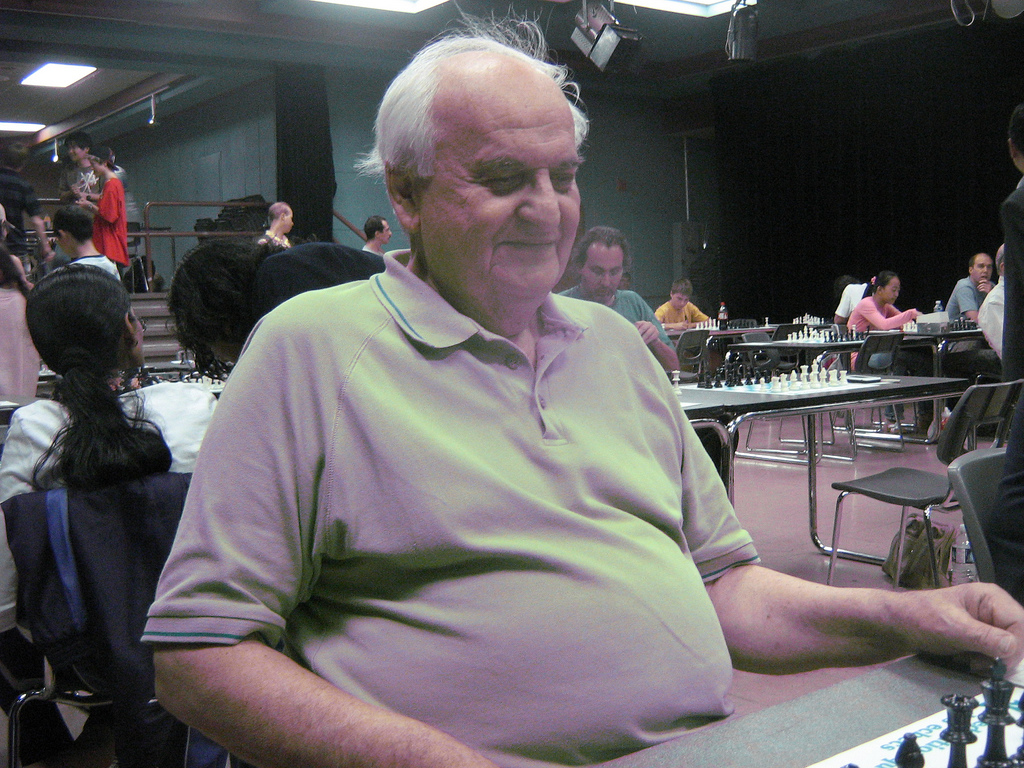
Borislav Ivkov in 2008

Na 1975 verdween Ivkov uit de top 40, en deed minder vaak mee aan belangrijke toernooien. In 1975 werd hij 2e in Štip met 8½ pt. uit 13, achter Hort. In 1984 werd hij in Bor gedeeld 2e–4e met 8½ pt. uit 13, Slobodan Martinovic won. Hij won het traditionele Capablanca Memorial toernooi, behaalde in 1985 in Cienfuegos 10 pt. uit 13. In 1991 nam hij deel aan het kampioenschap van Joegoslavië in Kladovo, waar hij gedeeld 4e–7e werd met 9 pt. uit 13. In 1998 werd Ivkov met 8 pt. uit 11 gedeeld 2e–9e op het wereldkampioenschap voor senioren in Grieskirchen, kampioen werd Vladimir Bagirov. In 1999 werd hij met Portisch gedeeld 1e–2e op het Petrosjan Memorial in Moskou. Op het 25e Paul Keres Memorial in Vancouver werd Ivkov gedeeld 2e–4e met 7½ pt. uit 10, de winnaar was Vladimir Epishin. Ivkovs laatste toernooi met een FIDE-rating was een "Snowdrops versus Old Hands" toernooi, gehouden eind 2013.

## Positie aan de top en speelstijl
Ivkov won van vijf wereldkampioenen: Vasili Smyslov, Mikhail Tal, Tigran Petrosjan, Bobby Fischer en Anatoly Karpov. Hij wist ook partijen te winnen tegen de meeste topspelers uit zijn periode, met uitzondering van Michail Botvinnik en Paul Keres. In onderlinge duels was hij vaak de zwakkere partij tegen topspelers zoals Gligorić, Tal en Larsen.
Ivkov had een klassieke stijl, hij opende tijdens zijn topjaren vaak met 1.e4 en met 1.d4, waardoor het voor tegenstanders lastig was om zich goed voor te bereiden. Met zwart beantwoordde hij 1.e4 vaak met de Siciliaanse Verdediging, de Franse verdediging, en met 1...e5; hij had dus een breed repertoire. Gebruikelijk voor hem was solide positiespel, maar hij kon ook omschakelen naar scherpe tactische acties. Tijdens zijn topjaren nam hij aan veel sterk bezette toernooien deel en bevond zich bijna altijd op een hoge plek in de einduitslag.

## Persoonlijk leven
Ivkov had met zijn vrouw, de Argentijnse Olga María Kesic (1936–1975), een in 1962 geboren zoon. Hij had ook een kleinzoon. Ivkov werd 88 jaar oud.

## Ivkov-variant
Hij heeft in de schaakopening Siciliaans de bekende variant van Miguel Najdorf geanalyseerd en kwam tot de volgende subvariant:

1.e4 c5 2.Pf3 d6 3.d4 cxd4 4.Pxd4 Pf6 5.Pc3 a6 (Najdorf) 6.Lg5 Pbd7 7.Lc4 Da5 8.Dd2 e6 9.0-0-0 b5 10.Lb3 Lb7 10.The1 (diagram) die thans bekendstaat als de Ivkov-variant.

## Externe koppelingen
- (en)   Informatie over schaakpartijen van Borislav Ivkov op ChessGames.com
- (en)   Informatie over schaakpartijen van Borislav Ivkov op 365chess.com
- (en)  FIDE-ratinggegevens voor Borislav Ivkov

- Bibliothèque nationale de France: cb135263511 (data)
- Gemeinsame Normdatei: 1257931830
- International Standard Name Identifier: 0000 0003 7404 608X
- Library of Congress Control Number: nb2008015279
- Nationale en Universitaire bibliotheek Zagreb: 000094249
- Nederlandse Thesaurus van Auteursnamen: 071448896
- Virtual International Authority File: 2001416
- WorldCat: E39PBJbGRT68GxBCKFGjdwF7pP